# Світлофорні чоловічки (Німеччина)

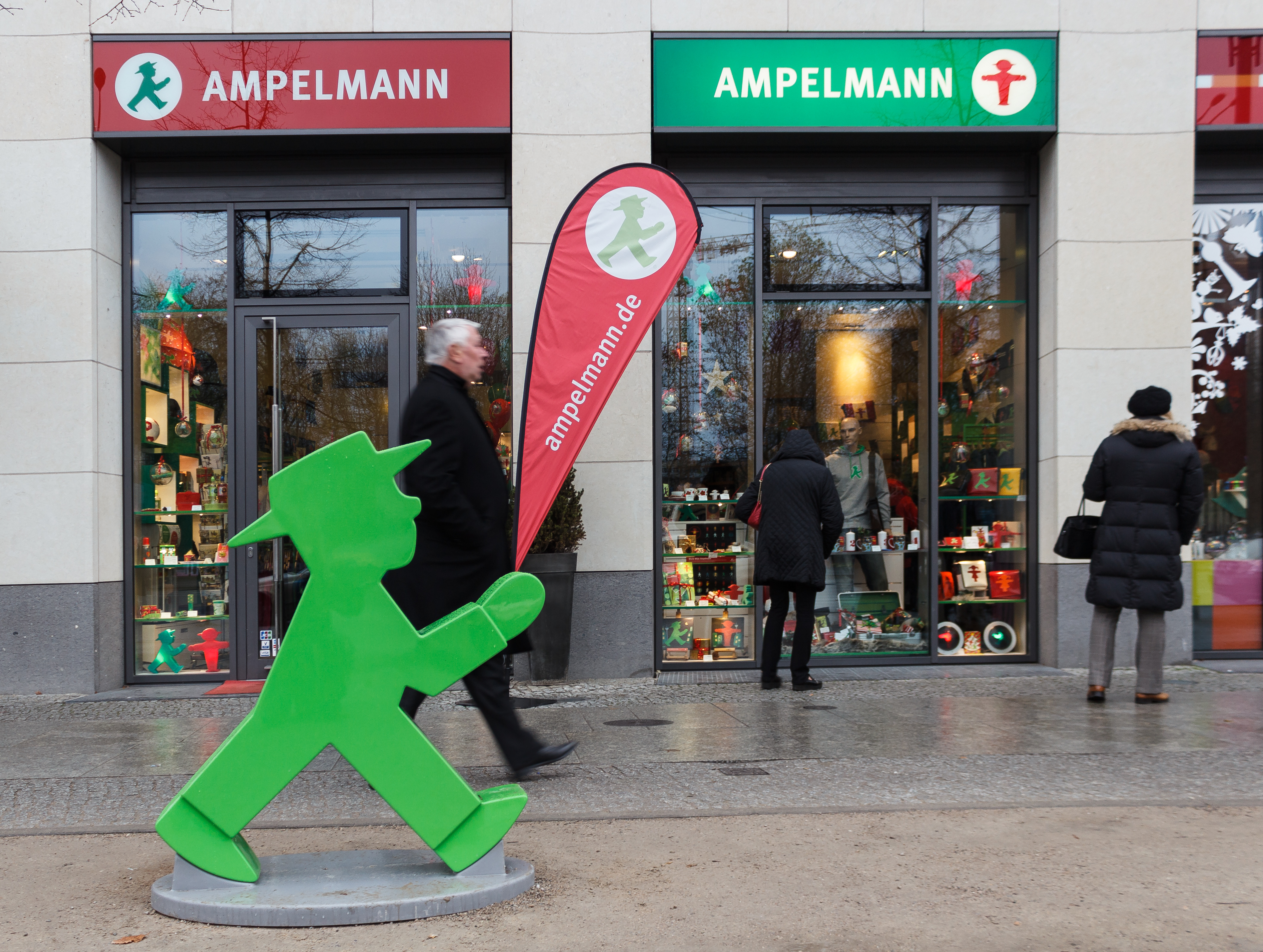
Зелений чоловічок на вулиці
Карла Лібкнехта, 5 у Берліні

Світлофорний чоловічок (нім. Ampelmännchen, ампельменхен) — символічне зображення людини на світлофорах для пішоходів на території Німеччини. Зелений чоловічок швидко переходить вулицю, а червоний чоловічок стоїть і має розведені руки, немовби зупиняючи інших пішоходів.

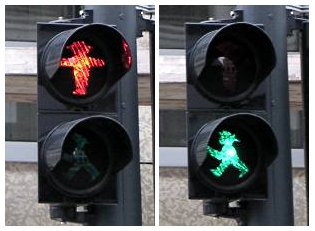

Європейський пішохідний світлофор

Щоб зменшити кількість нещасних випадків на пішохідних переходах у колишній Східній Німеччині німецький психолог дорожнього руху Карл Пеглау (18 травня 1927 — 29 листопада 2009) у 1961 році придумав зображення світлофорних чоловічків для зеленого та червоного світла на світлофорах для пішохоходів. Фігурки були привабливими і для дітей, і легко доступними та зрозумілими для літніх німців. Їх поява значно зменшила кількість нещасних випадків на пішохідних переходах. У Західній Німеччині та Західному Берліні в той час на пішохідних переходах застосовувалися загальноєвропейські пішохідні світлофори.

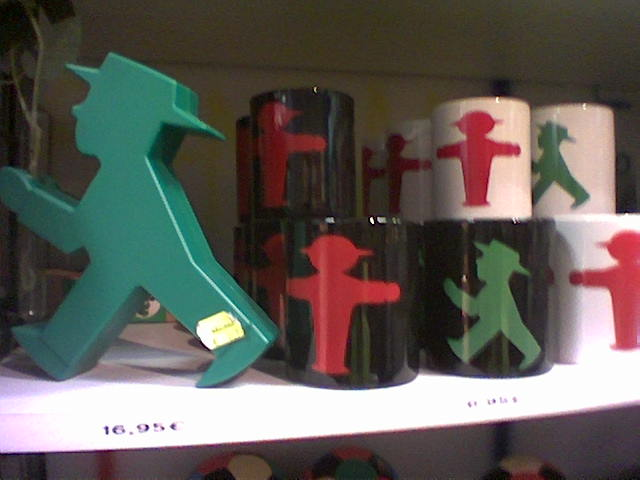
Сувеніри з чоловічками

Після падіння Берлінської стіни 9 листопада 1989 року чоловічок спочатку зник з вулиць Берліна, але внаслідок явища остальгії не тільки знову появився на світлофорах східних німецьких міст, а й набув культового статусу, ставши популярним сувеніром туристичного бізнесу.
Світлофорні чоловічки створені Карлом Пеглау видрізняються різким рухом, на відміну від інших чоловіків з Німеччини та інших країн, які ходять поважно. Тепер у Німеччині існують три типи світлофорних чоловічків: один з НДР, інший — з ФРН та європейський.

Світлофор Карла Пеглау (лівий)

Крім світлофорних чоловічків для пішоходів Карл Пеглау запропонував також нову форму світлофора для автомобілів, яка не тільки кольором, але і формою світлових сигналів, вказує водіям на можливість проїзду через перехрестя доріг (див. фото справа).

## Галерея
|                 |
| Жіночий варіант |

|                    |
| Для велосипедистів |

|                   |
| Великий чоловічок |

|          |
| Вартбург |

|                    |
| Крамниця в Берліні |

|                       |
| Берлінський амфітеатр |